# Rock de Venezuela
El rock de Venezuela es la denominación musical que se le da a la variedad de música rock que ha sido creada y producida en Venezuela. En su mayoría el rock es cantado en español aunque algunas bandas o grupos utilizan otros idiomas según sus influencias. El rock venezolano se conoce en el país como «rock nacional».

## Historia

### Inicios en la década de 1950
Para los años de 1950 la música popular característica de Venezuela era el merengue, joropo, mambo, guaracha, chachachá, pasodoble, ranchera  y bolero. 
Sin embargo, ya desde 1956, en Venezuela se comenzaron a proyectar las películas de artistas de rock and roll y fue a través del cine que se comienza a conocer este nuevo género musical. Siguiendo el impacto logrado en el cine, los medios radiales pronto comienzan a difundir esta música, por ejemplo, de las películas Semilla de maldad con la participación de Bill Halley y El rock de la cárcel con la participación del cantante Elvis Presley.
En 1957 comenzó el programa radial llamado «El traga diez de los éxitos» producido y dirigido por quien es considerado pionero en difundir el rock and roll en el país, Eduardo Morell. Este programa tenía una duración de 1 hora los días sábados por la emisora Ondas Populares pero la aceptación por parte de la juventud fue inmediata, lo que obligó a extender el programa pasando a trasmitir 6 horas semanales. Por otra parte, Oswaldo Yepes continúa abriendo camino al rock cuando lanza el programa radial «Marcador musical» que en poco tiempo sería reconocido por la juventud venezolana. Morell y Yépez son quienes imponen por primera vez en Venezuela la figura de disc jockey.
Durante la dictadura de Marcos Pérez Jiménez solamente algunas personas conocían el nuevo estilo musical; el gobierno de Rómulo Betancourt permitió la difusión en emisoras de radio de artistas internacionales, lo que significó la llegada del rock al país.
En 1958 preparan algunas fiestas con el estilo de música rock and roll en el «Club Creole» ubicado en Maracaibo, esto a raíz de la influencia americana que tenían las empresas petroleras del país. Es en este año, cuando empieza la discografía del género en Venezuela.
El Conjunto de Ingeniería de la UCV grabó el tema Little Darling, considerado parte de la prehistoria del rock en el país.
En agosto de 1959 Servando Alzatti decide organizar un grupo de rock and roll para lo cual comenzó formando un dúo de piano y batería junto a Henry Prado. Este grupo solía tocar en las vespertinas del Club Creole pero no como grupo contratado sino como simple y espontánea expresión juvenil. Este grupo inicialmente se llamó The Thunderbirds se le sumó Rafael Montero y Heberto Medina, en la guitarra rítmica y batería respectivamente, asumiendo Servando Alzatti la guitarra líder. Para enero de 1960 el grupo pasó a llamarse Los Impala y continuaron presentándose en las vespertinas llamadas Vermouth.
Rápidamente comenzaron a formarse otros grupos como Los Flippers de Roberto Marchelleti y Los Tempest de Manolo Barrios. Para finales de ese mismo año aparece en Caracas el grupo Los Trogan. Todos estos grupos eran intérpretes principalmente de rock and roll instrumental, siendo en Venezuela precursores de un género que más adelante se llamó surf.

### Década de 1960
En 1962 se prende en Venezuela la fiebre del twist siendo Los Dinámicos, Los Clippers y Sergio Valentín, los abanderados del nuevo ritmo. Para 1963 se forman otras agrupaciones en el Zulia, como Los Jensen y The Termites pero más relevantes aún Los Blonders quienes toman el relevo una vez que los primeros grupos zulianos desaparecen. 
Para 1964 se hacen sentir en Caracas varios grupos pero son Los Supersónicos quienes logran llamar la atención principalmente por realizar conciertos callejeros. Los Supersónicos son contratados por el canal RCTV como grupo fijo del programa «El club Musical» con el cual se desata la fiebre de agrupaciones musicales a nivel nacional. Es así como aparecen Los Dangers y Los Impala —no confundir con los primeros Impala de Servando Alzatti—, quienes hasta 1965 serían el trío que lideraron el movimiento rock venezolano.
En 1964 se forma el que estaría llamado a ser el grupo más exitoso de la década "Los Darts" de Carlos Morean, pero también surge el grupo "Los Claners", para 1965 ambas agrupaciones lanzan su primer disco convirtiéndose en favoritas de la juventud. En 1966 comienza a producirse una separación entre las agrupaciones juveniles venezolanas. Aparecen "Los 007" quienes junto "Los Darts" y a "Los Claners" representan al pop venezolano de la época dorada pero también aparecen nuevas agrupaciones que exploran nuevos géneros como la música psicodélica y el Soul, de ellos "Los Holiday´s" logran cruzar la barrera del pop hacia el rock gracias a su guitarrista Franklin Holland (oriundo de Holanda). Adib Casta (Guitarrista de Los Claners) se separó de la banda y junto a los restantes integrantes del grupo "Homer and the Dont´s" funda "Ladies W.C." quienes graban un álbum homónimo. Otras agrupaciones de la época fueron "Los Bonnevilles", "The Love Depression" un trío constituido por Álvaro Falcón, Jesús Toro y Richard Aumaitre (Exbajista de "Los Darts"),  "Los Memphis" de Pablo Manavello y "Los Buitres" de Jorge Spiteri, mientras que "Las Cuatro Monedas" de los hermanos O'Brien se convierten en introductores del reggae y ska en el país.

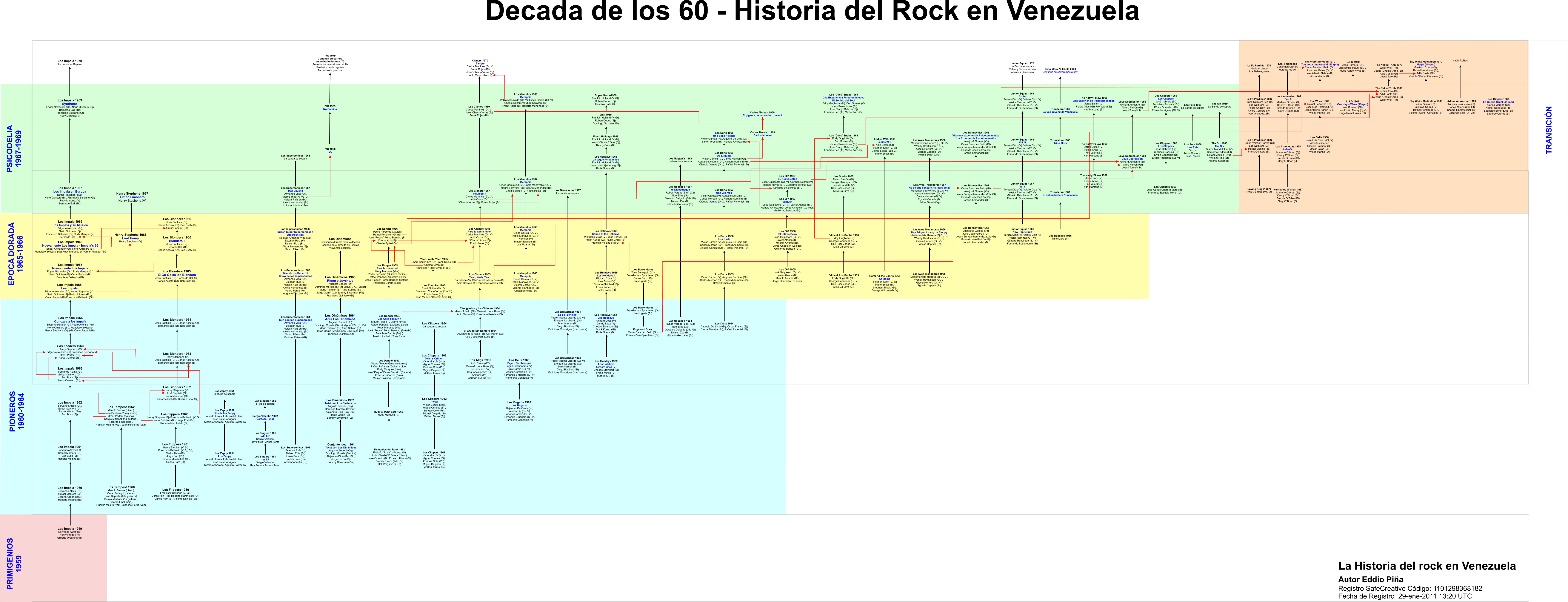
Evolución de los primeros grupos de rock Venezolano

### Década de 1970
A principio de esta década hubo intentos por apoyar la movida rock nacional como el de la revista "Gente joven" y conciertos que buscaban imitar el concepto de Woodstock como el Festival del parque del Este (donde para entrar había que llevar solamente una flor), los Festucab, el fallido festival de playa Los Cocos de Macuto y el del antiguo aeropuerto Grano de Oro en Maracaibo, el cual si duró tres días y participaron más de 30 agrupaciones.
Durante la primera mitad de la década se experimentó un retroceso en cuanto al número de producciones orientadas al rock, principalmente álbumes. en gran parte debido a que las empresas discográficas empezaron a presionar con más fuerza a las agrupaciones para que grabaran música comercial. Sin embargo, de esa era quedan registros discográficos destacados en los que la experimentación y fusión fueron los principales elementos diferenciadores. Lanzaron discos bandas como Pan, liderada por los hermanos Jesús "Chu" y Carlos "Nené" Quinero, un álbum homónimo en 1970 que mostraba canciones de notorias tendencias latinas, donde la percusión afrocubana y sección de metales se fusionaban con un rock de guitarras prominentes. El mismo año vería la luz el solitario álbum de la banda Sangre compuesta por los integrantes de Los Claners al establecerse provisionalmente en España, con un sonido pop-rock. Otra de las bandas que generó interés por parte de sellos como Souvenir y Philips, fue La Fe Perdida, liderada por Frank Quintero y su hermano Leonardo, quienes dejan registro de su trabajo con 7 sencillos en formato 45RPM y también se encargaron de proveer el acompañamiento musical para el álbum "La Hija de la Oscuridad", de la cantante folk venezolana Gladys para transformarse luego en el grupo de rock fusión Frank Quintero y Los Balzehaguaos, en 1974.
En esta época comienzan, además, a convertirse en referencia obligada músicos como Gerry Weil y Vytas Brenner, el primero de ellos debutaría como solista en 1971, con el álbum "The Message"; mezclando jazz y rock con tendencias experimentales y liderando agrupaciones de igual carácter musical aventurero como La Banda Municipal y Núcleo X, mientras que Brenner sería el músico de la escena alternativa más prolífico durante la década con 5 álbumes donde la música tradicional venezolana se vería fusionada con elementos electrónicos y rock progresivo. De igual manera el artista Fernando Yvosky presentaría en 1975, su único trabajo discográfico; "Dos Mundos", formando parte de esa misma oleada progresiva que comenzaba a tomar fuerza entre músicos criollos y llegaría a su cenit entre finales de los 70's y principios de los 80's.
También aparecieron durante esta etapa grupos como "Azúcar, Cacao y Leche" de Edgar Alexander (Ex-Los Impala), Nerio Quintero, Gabriel Quintero, Pedro "Pete" Matute e Ilan Chester, al igual que el grupo Syma cuya propuesta comenzó en un folk armónico y que luego de presentarse junto al grupo Tierra rara (Rare Earth) cambió hacia un funk-rock con ciertos elementos latinos. La canción de protesta se hizo popular en este periodo y artistas como Soledad Bravo, Gloria Martín y Ali Primera se convirtieron en obligados de las colecciones de discos de los jóvenes venezolanos, entre ellos y sin lograr la misma popularidad que los trovadores antes mencionados, se encontraba El Zigui a quien el periodista Gregorio Montiel Cupello señala como una versión criolla de Bob Dylan. Por el lado del heavy rock la década arrancó con "The Worts Emotion" quienes se disuelven justamente en 1970 en medio de las sesiones de grabación de su primer álbum y de las cuales sobrevive hasta hoy el tema "You gotta understand", el grupo Sky White meditation, quienes llegaron a grabar tan solo un 45 rpm titulado "Magia", People Pie (Pastel de Gente), quienes se convirtieron en el grupo de rock más famoso de principios de los 70 luego de haber "perdido" en el festival Impulso al talento de noviembre del 70.
Es a partir de 1977 que comenzó a gestarse un nuevo movimiento rockero venezolano. Aditus lanzó bajo el esquema de producción independiente su primer álbum A través de la ventana iniciando una nueva etapa del rock venezolano. En 1979 el grupo Témpano lanza su álbum debut Atabal Yemal en el mismo formato de producción independiente, también ese mismo año, el grupo Estructura publica para el sello WEA de Venezuela, el álbum "Más allá de tu mente" el cual puede ser considerada la primera opera rock venezolana. Por su parte Vytas Brenner en el tope de su carrera lanza el doble álbum "En vivo" siendo considerado como el primer disco verdaderamente grabado en vivo de la discografía venezolana, mientras que Frank Quintero publica su segundo álbum para el sello CBS Columbia con el grupo de los Balzehaguaos y uno de los mejores de su carrera titulado Travesía.
Desde 1977 hasta 1981 transcurrió una etapa de transición en la cual desaparecieron las propuestas del rock progresivo (el cual estaba pasando de moda a nivel mundial) y comenzaría una nueva etapa marcada por dos géneros, heavy metal y el punk.

### Década de 1980
Estuvo marcada por el fenómeno de la nueva canción venezolana, el movimiento de jazz y el proyecto de música electrónica. Colateralmente a esta amalgama sónica estaba naciendo el movimiento de nuevas bandas, término utilizado para unificar a todas aquellas agrupaciones de origen urbano que centran su producción en el rock y todos sus derivados inmediatos.
A comienzos de los años 1980 aparecieron las bandas Arkangel (antes Power Age), La Misma Gente, Seguridad Nacional y Resistencia, Fahrenheit, Haz, El Proyecto de Franklin Holland, Alta Frecuencia, Grand Bite, Gillman y Equilibrio Vital. A principios de la década reapareció el grupo Pastel de Gente (banda originalmente fundada a finales de los '60 con el nombre inglés de People Pie).  
Esa primera oleada de Rock duro y heavy metal comenzó a disiparse a mediados de la década siendo sustituida por el Post-Punk, la cual se convirtió en la corriente principal con agrupaciones como Sentimiento Muerto, cuyo primer álbum estuvo producido por Fito Páez y que se convirtió en una de las bandas más influyentes en la historia del país. Otra de las bandas más importantes de la escena nacional fue Desorden Público, quienes popularizaron el ska en el país y Zapato 3. quienes a la postre se convirtieron en la banda de rock más exitosa de Venezuela.

### Década de 1990
En la década de los años 1990, el rock venezolano tuvo un auge importante. Bandas como Caramelos de Cianuro, Dermis Tatú, Culto Oculto, La Puta Eléctrica, La Muy Bestia Pop, El Rastro, La Nave y Claroscuro. Algunos de estos grupos estuvieron ligados al trabajo del Festival Nuevas Bandas, al ganarlo. 
También para la época destacó Kleyder Ferreiro y su banda Obertura. Además dueño de Canterville Studios y organizador del evento más grande de rock de la década; y que en palabras del gran locutor Alfredo Escalante (+) fue el Woodstock Venezolano de los 90. El espectáculo recibió el nombre de "Concierto en El Valle Encantado",  y fue realizado en el velódromo Carlos Anzola de Maracay,  con una duración de dos días y la participación 41 bandas,  entre las que resaltaron  Krueger y Máquina Animal, Inocencia, Ora Pro Nobis, Laverno, entre otras. 
Gran parte del movimiento musical venezolano, en general, también se vio influido por bandas como Los Amigos Invisibles. 

### Década de 2000
Pocas de las bandas que lograron establecerse en la década de los 90s continuaron con su éxito en esta década, y le dieron cabida a diferentes nuevas bandas que empezaron a surgir. Después de 2002, un nuevo auge de apoyo a nivel nacional al rock en todas sus tendencias y el regreso de espacios para presentación de nuevas y viejas bandas, esta década se caracteriza por el nacimiento de nuevos festivales en diferentes ciudades del país, como el Festival de Rock 100% venezolano en la ciudad de Valencia, organizado por Fundacultura, el cual fue la plataforma de partida para muchas bandas emergentes del interior del país como Buena Lavativa, entre muchas otras. También el GillmanFest, un festival que se presentó en múltiples ciudades del país.
Nuevos sellos disqueros privados, independientes, apoyaron el talento nacional de algunos artistas con Eventos y Editar música. Aparecieron grupos como Viniloversus, Tomates Fritos, Candy 66, Los Pixel, Levítico,  Luz Verde, Los Mentas, Sin dirección, The Asbestos, Los Telecaster, Los Paranoias, Domingo en llamas y Todosantos, entre muchos otros. 
En esa década se dieron pasos internacionales de mucha relevancia para el desarrollo del género, colocando participaciones en MTV, enviando bandas a festivales internacionales importantes como Rock al Parque, Festival Viva Voz, Vive Latino y otros.

### Década de 2010
La década del 2010 fue para Venezuela, una época llena de cambios a nivel sociocultural. Surgieron proyectos como Rawayana, La Vida Bohème, Charliepapa, Atkinson, Melancólicos Anónimos, Los Mesoneros, Okills, etc.
La adaptación a tiempos de crisis convirtió la comunidad artística venezolano en una comunidad global con millones de venezolanos fuera del país, lo que también afectó al rock nacional, deteniendo el desarrollo de las escenas musicales en comparación de otras naciones. A partir de 2013 la situación del país desmejora considerablemente y muchos festivales dejaron de existir o fueron recortados en presupuesto, muchos espacios se cerraron y todo esto empujó a muchas bandas que venían cosechando éxitos a salir del país y en otros casos a desintegrarse.

## Subgéneros

### Rock Sifrino
El término "sifri-rock" o "rock sifrino" describe una corriente dentro del rock venezolano asociada a las clases media-alta a altas, que ha predominado en diferentes periodos de la historia musical del país. Popularizado por el comentarista Rufi Guerrero en su sitio web Oídos Sucios a inicios de los 2000, este concepto ya existía desde los primeros días del rock en Venezuela cuando se percibían diferencias sociales entre las bandas y su audiencia.
Desde la década de 1960, la escena del rock venezolano estaba dividida entre los "malandrosos" (bandas más orientadas a la calle como Los Impala o Los Supersónicos) y las bandas estéticamente más refinadas (como Los 007 o Los Darts), siendo estas últimas más asociadas con el sifri-rock por sus estéticas, influencias y audiencia. Estas bandas generalmente provenían de colegios y universidades privadas, y sus miembros frecuentaban espacios vinculados a sectores privilegiados de la sociedad.
Las influencias incluyen el rock británico y estadounidense, punk, alternativa, synth-pop, electrónica y new wave, así como una sutil incorporación de ritmos folclóricos latinoamericanos como el joropo y la gaita. El sifri-rock se distanció del mainstream al centrarse en sonidos globales, destacándose en el panorama musical venezolano, que predominantemente presentaba ritmos tropicales como la salsa, el merengue o la cumbia. Este género de nicho se convirtió en un símbolo de consumo cultural alternativo para quienes buscaban una identidad distintiva dentro del paisaje musical venezolano más amplio.
En la década de los 2000 y 2010, bandas como Los Amigos Invisibles, La Vida Boheme, The Asbestos, Los Mesoneros y Viniloversus consolidaron la imagen de una escena de rock asociada a un público educado en colegios privados. Estas bandas extendieron la tradición de hacer música accesible para sectores privilegiados, reforzando la asociación del sifri-rock con una identidad cultural elitista.
El sifri-rock refleja cómo las desigualdades sociales en Venezuela influyeron en el acceso y desarrollo de la música rock. A diferencia de otros países donde el rock surgió como un movimiento de resistencia de las clases trabajadoras, en Venezuela el rock estuvo mayormente vinculado a la élite cultural y económica. Esto generó tensiones entre quienes lo veían como una importación elitista y quienes lo adoptaron como una forma de identidad juvenil y contracultural. Históricamente criticado por su desconexión con los sectores populares, el sifri-rock ha evolucionado para incluir temáticas más universales y diversificar su audiencia. Recientemente, la diáspora venezolana ha permitido que muchas de estas bandas amplíen su alcance y exploren nuevos sonidos, redefiniendo parcialmente la percepción del sifri-rock como un fenómeno exclusivamente elitista.